# 振武门
振武门，俗称水西门，是一座城門，位在中國山西省太原市，為明太原府八大门之一。
振武門在宋朝的時候，是太原城的西门，名為「金肃门」。明朝擴建太原城，沿用作西南门，一開始稱為「阅武门」，後來改為「振武门」。清朝時，也把此門稱為「水西门」。
振武门是八座城门中最古老者，「水西门」後來還演變成為地名、街巷名。